# Krumbachina
Krumbachina es un género de foraminífero bentónico considerado un sinónimo posterior de Discospirina de la familia Discospirinidae, de la superfamilia Cornuspiroidea, del suborden Miliolina y del orden Miliolida. Su especie tipo era Orbitolites tenuissimus. Su rango cronoestratigráfico abarca el Holoceno.

## Discusión
Clasificaciones más recientes incluirían Krumbachina en la superfamilia Nubecularioidea.

## Clasificación
Krumbachina incluía a la siguiente especie:
- Krumbachina tenuissimus, considerado sinónimo posterior de Discospirina italica